# Limestone University Men's Volleyball
La Limestone University Men's Volleyball è la squadra di pallavolo maschile appartenente alla Limestone University, con sede a Gaffney (Carolina del Sud): milita nella NCAA Division I come programma indipendente.

## Storia
La squadra di pallavolo maschile del Limestone College viene fondata il 20 novembre 2008, quando a darne l'annuncio è il presidente della sezione atletica dell'università, Mike Cerino La squadra inizia le proprie attività nel 2010, aderendo al neonato campionato di pallavolo maschile organizzato dalla Conference Carolinas. 
Nel 2019 i Saints ufficializzano il trasferimento nella South Atlantic Conference, che tuttavia non sponsorizza la pallavolo maschile, motivo per il quale il programma compete da indipendente dal 2021; mentre nel luglio 2020 la scuola ha invece cambiato nome in Limestone University.
L'università chiuderà alla fine dell'anno accademico 2024-25.

## Conference
- Conference Carolinas: 2010-2020

## Allenatori
- Tim Loesch: 2010
- Rick Banis:2011-2013
- Brandon Skweres: 2014-2017
- Steve Benson: 2018-

## Denominazioni precedenti
- 1975-1978: Limestone College Men's Volleyball